# Prapreče pri Straži
Prapreče pri Straži je naselje u slovenskoj Općini Straži. Prapreče pri Straži se nalazi u pokrajini Dolenjskoj i statističkoj regiji Jugoistočnoj Sloveniji. 

## Stanovništvo
Prema popisu stanovništva iz 2002. godine naselje je imalo 124 stanovnika.